# Gosmer Sogn
Gosmer Sogn er et sogn i Odder Provsti (Århus Stift).
I 1800-tallet var Halling Sogn anneks til Gosmer Sogn. Begge sogne hørte til Hads Herred i Aarhus Amt. Gosmer-Halling sognekommune blev ved kommunalreformen i 1970 indlemmet i Odder Kommune.
I Gosmer Sogn ligger Gosmer Kirke og Bjørnkær Voldsted.
I sognet findes følgende autoriserede stednavne:
- Herregården Dybvad (ejerlav, landbrugsejendom)
- Fensten (bebyggelse, ejerlav)
- Fensten Mark (bebyggelse)
- Fredskov (areal)
- Fuglsang (bebyggelse)
- Gersdorffslund (ejerlav, landbrugsejendom)
- Gosmer (bebyggelse, ejerlav)
- Gosmer Mark (bebyggelse)
- Gosmer Toft bebyggelse
- Hedemark (bebyggelse)
- Højby (bebyggelse)
- Malskær (bebyggelse)
- Malskær Bæk (vandareal)
- Præstholm (bebyggelse)
- Smederup (bebyggelse, ejerlav)
- Smederup Mark (bebyggelse)
- Svendshøj (areal)
- Søby (bebyggelse, ejerlav)
- Sønderskov (areal)